# Druckkörper
Unter einem Druckkörper versteht man im technisch-physikalischen Zusammenhang einen Hohlkörper, bei dem während des Betriebs eine Differenz zwischen Innen- und Außendruck besteht.
Wird ein bauartbedingter maximaler Druckunterschied überschritten, kommt es bei Überdruck zur Explosion oder bei Unterdruck zur Implosion.

## Beispiele
- Im maritimen Bereich ist das U-Boot eine Anwendung als Unterdruckkörper.
- Im Bereich der Luft- und Raumfahrt wird die Druckkabine genutzt, um den Komfort bzw. das Überleben in entsprechenden Höhenlagen zu ermöglichen.
- Zur Vermeidung  der Dekompressionskrankheit von Tauchern oder Bauarbeitern werden Dekompressionskammern eingesetzt.
- In Forschung und Industrie werden Reinräume mit Über- oder Unterdruck betrieben, um das Eindringen von Staub oder das Entweichen von Erregern zu verhindern.
- Im Bereich der Prozesstechnik werden zur Beeinflussung von Schmelz- und Siedepunkten ebenfalls Druckkörper verwendet (z. B. Exsikkatoren).
- Gasflaschen und Druckbehälter
- Beispiele aus dem Haushalt sind der Schnellkochtopf (Überdruck) und die Fernsehröhre (Unterdruck).